# Dansk Mountainbike Klub
Dansk Mountainbike Klub er en københavnsk klub for mountainbikekørere stiftet i 1989 af Morten Blyme og Kim G. Svendsen. Klubben er medlem af Danmarks Cykle Union.
Klubben havde i mange år en tradition med afholdelsen af løbet "Amager Classic", som afholdtes på Amager Fælled. Her har mange af Danmarks store MTB-stjerner deltaget, herunder Henrik Djernis, Lennie Kristensen og Michael Rasmussen.
I 1999 fejrede klubben sit 10-års jubilæum ved at afholde Fundays 99 i Lynge grusgrav. Dette var en flerdages begivenhed, hvor der var konkurrencer i Cross Country, Dual Slalom og Trial. Klubben udgav i mange år klubbladet Bonecracker.